# Villa Crespo y San Andrés
Villa Crespo y San Andrés es una localidad del Departamento de Canelones al sur de la República Oriental del Uruguay. Junto con la localidad cercana de Toledo, forman una conurbación de  17.100 habitantes, siendo parte del área metropolitana de Montevideo. Se localiza dentro de los límites del Municipio de Toledo.

## Ubicación
Está ubicada en el kilómetro 22 de la Ruta 6 en su intersección con la Ruta 33. Está situada al oeste de Toledo, principal vecino de la localidad con la que forman parte del Área Metropolitana de Montevideo.
Se encuentra al sur del Departamento y es una de las áreas de mayor importancia de la Intendencia Departamental de Canelones. 
Muchas líneas de ómnibus departamentales e interdepartamentales hacen paradas en la localidad, sobre todo por la gran demanda que producen los niños que buscan transporte escolar.

## Población
En 2023 Villa Crespo y San Andrés tenía una población de 10,609 habitantes. Junto a su vecino Toledo tienen una población conjunta de más de 17.000 habitantes.
| Año  | Población |
| ---- | --------- |
| 1975 | 4,786     |
| 1985 | 6,492     |
| 1996 | 8,107     |
| 2004 | 8,756     |
| 2011 | 9,813     |
| 2023 | 10,609    |

Fuente: Instituto Nacional de Estadística de Uruguay